# يوهانس إدر
يوهانس إدر (بالألمانية: Johannes Eder)‏ هو متزحلق نمساوي، ولد في 19 أكتوبر 1979 في Oberndorf bei Salzburg ‏ في النمسا.

## وصلات خارجية
- يوهانس إدر على موقع الاتحاد الدولي للتزلج (التزلج الريفي) (الإنجليزية)
- يوهانس إدر على موقع أوليمبيديا (الإنجليزية)